# Call of Duty 2
Call of Duty 2 is een first-person shooter van Activision, uitgebracht op 25 oktober 2005 (voor Windows). Het spel speelt zich af tijdens de Tweede Wereldoorlog. De speler vecht mee met de geallieerden; voor het Sovjetse Rode Leger als Vasili Koslov, voor het Engelse leger onder andere als John Davis en voor het Amerikaanse US Army als Bill Taylor. In de multiplayermodus (LAN of online) is het ook mogelijk met de Duitsers mee te vechten.
Call of Duty 2 is een vervolg op de spellen Call of Duty, Call of Duty: United Offensive en Call of Duty: Finest Hour.
Call of Duty 2 is verkrijgbaar voor de Xbox, Xbox 360, PlayStation 2, GameCube, pc, Mac en voor Windows Mobile. Op de Xbox, PS2 en GameCube is er ook een spel verkrijgbaar onder de titel Call of Duty 2: Big Red One. De verhaallijn tussen beide versies verschilt echter.

## Singleplayer
In de singleplayermodus volgt de speler als eerst het verhaal van Vasili Koslov, een Russische soldaat die na de Duitse inval op Rusland het leger in gaat, en getraind wordt in Moskou. Na deze missies die je kennis laten maken met het spel, speelt de verhaallijn van Koslov verder af tijdens de slag om Stalingrad. Hierbij vecht de speler om het repareren van een telefoonlijn, een treinendepot, en een stadhuis.
In de tweede verhaallijn speel je als de Britse sergeant John Davis, die eind 1941 in Egypte gestationeerd is. Ook wordt er gevochten tijdens de Tweede Slag bij El Alamein. Hierna volg je het verhaal van David Welsh, die tankcommandant is in een Mk VI Crusader. In deze missies vernietig je voornamelijk artilleriegeschut en vijandige tanks. Nadat al deze missies uitgespeeld zijn, word je terug in de verhaallijn van John Davis gezet. Er volgt nog een aanval in Toujane, en een verrassingsaanval van de Duitsers in Matmata.
In de laatste verhaallijn volg je Bill Taylor, en Amerikaanse militair die op 6 juni op het punt staat onderdeel te zijn van de slag om Pointe Du Hoc. Hierna volgen nog 3 missies in Duitsland, en is de Singleplayer uitgespeeld.

## Multiplayer
In de multiplayermodus vecht de speler via internet tegen andere spelers in verschillende speelmodi: Deathmatch, Team Deathmatch, Search and Destroy, Headquarters, Capture The Flag en Zombie Playing. Om de nieuwste versie te hebben van Call Of Duty Multiplayer kan men best zoeken op het web naar de uitbreidingspatch 1.3. Spelers kunnen via TeamSpeak of Ventrilo met elkaar overleggen. Dat gebeurt niet met typen, maar met de stem, waardoor een microfoon noodzakelijk is.
In de multiplayermodus van Call of Duty 2 zijn er zes verschillende gametypes:
- Deathmatch (DM): Iedereen is voor zichzelf en moet proberen zo snel mogelijk het maximale aantal punten te behalen. Als men gedood wordt zal men de killcam (de laatste 7 seconden voordat hij/zij gedood werd, kijkend vanuit het zichtveld van de doder) zien en vervolgens weer op het speelveld gezet worden.
- Team Deathmatch (TDM): De spelers worden verdeeld over twee teams, axis (Duitsers) en allies (Amerikanen, Britten of Russen). Deze twee teams strijden tegen elkaar tot het maximale aantal punten is bereikt. Als de speler gedood wordt, wordt hij/zij meestal na het bekijken van de killcam onmiddellijk weer op het speelveld gebracht.
- Zombie Playing (ZOM): De spelers worden verdeeld over twee teams, axis (Zombies) en allies (Hunters). Deze twee teams strijden tegen elkaar tot het hunter team uitgeschakeld is. Hierna is er een zombie en de rest hunter, de ronde begint opnieuw.
- Headquarters (HQ): De spelers worden bij dit speltype verdeeld over twee teams namelijk axis en allies. Op een willekeurige locatie op het speelveld wordt er een radio gezet. beide teams moeten proberen deze radio in te nemen, door er dichtbij te gaan staan. Na het innemen is het de bedoeling dat het team dat de radio onder controle heeft, de radio verdedigt en voorkomt dat het andere team de radio vernietigt. Als de speler gedood wordt terwijl hij/zij de radio verdedigt kan hij/zij niet meer levend worden totdat de radio vernietigd is. Het doel van het team dat de radio niet heeft is het vernietigen van de radio door er dichtbij te staan of het doden van alle tegenspelers. Als de speler dood gaat terwijl hij in het aanvallende team zit dan wordt hij na een bepaalde tijd weer terug op het speelveld gebracht.
- Search & Destroy (S&D): Bij dit speltype worden de spelers weer verdeeld over twee teams; axis en allies. De axis zijn het verdedigende team en de allies zijn het aanvallende team. De axis moeten voorkomen dat de allies het doelwit opblazen. Het is dus hun taak om alle allies te doden. De allies kunnen winnen door het doelwit succesvol op te blazen of door alle axis te doden. Als de bom in de buurt van het doelwit geplant is, moeten de allies ervoor zorgen dat de axis de bom niet ontmantelen. Als alle axis worden gedood in de tijd dat de bom geplant is, dan winnen de allies. Andersom winnen de axis niet in de tijd dat de bom is geplant door alle allies te doden, maar door de bom te ontmantelen. Mocht niet binnen de tijd alle axis of allies gedood zijn of een bom geplant, dan winnen de axis automatisch de ronde. Als men bij dit speltype gedood is dan blijft men dood totdat een van de teams een punt heeft behaald.
- Capture The Flag (CTF): Er zijn twee teams bij dit speltype, axis en allies. Beide hebben ze op een bepaalde plek in het speelveld een vlag staan. Het is de bedoeling dat het ene team de vlag van het andere team naar hun vlagpunt brengt. Bij het inleveren van de vlag moet de vlag van het ene team wel op de vaste plaats staan, anders wordt de vlag niet ingeleverd. Per keer dat de vlag ingeleverd wordt, krijgt het team één punt. Het doel is zo veel mogelijk punten te behalen. Als de speler tijdens dit speltype gedood wordt, wordt hij na een bepaalde tijd weer op het speelveld gebracht.

## Locaties
Het spel speelt zich in vijf verschillende landen af:
- Frankrijk: Beltot, Bourgondië, Brecourt, Caen, Carentan, Sainte-Mère-Église, Villers-Bocage
- Tunesië: Matmata, Toujane
- Rusland: Moskou, Leningrad, Stalingrad, Rostov
- Egypte: El Alamein
- Duitsland: Wallendar, Bergstein

## Maps
In de multiplayer zijn er zestien speelvelden (maps). Bij het uitbrengen van patch 1.2 zijn er twee maps uit Call of Duty 1 toegevoegd, Rostov (mp_harbor) en Wallandar (mp_rhine). Er zijn ook veel custom maps uitgebracht. Deze kunnen zelf gemaakt worden met programma's. Er worden ook veel maps van andere spellen overgenomen, zoals maps uit Counter Strike en Medal of Honor.
Dit is de lijst van originele maps:
- mp_breakout
- mp_brecourt
- mp_burgundy
- mp_carentan
- mp_dawnville
- mp_decoy
- mp_downtown
- mp_farmhouse
- mp_harbor
- mp_leningrad
- mp_matmata
- mp_railyard
- mp_rhine
- mp_toujane
- mp_trainstation

## Wapens
- Amerikanen: Grease Gun, M1A1 Carbine, M1 Garand, Springfield, M1897 Trench Gun, Thompson, B.A.R, Colt 45.
- Russen: PPS42, Mosin-Nagant, Tokarev SVT-40, Mosin-Nagant met telescoopvizier, M1897 Trench Gun, PPSH, TT 30
- Britten: Sten, Lee-Enfield, M1 Garand, Lee-Enfield met telescoopvizier, M1897 Trench Gun, Thompson, Bren LMG, Webley
- Duitsers: MP40, Kar98K, Gewehr 43, Kar98K met telescoopvizier, Gewehr 43 met telescoopvizier, M1897 Trench Gun, MP44, Luger

## Extra
De multiplayer en singleplayer zijn uit te breiden met zelfgemaakte maps van de Call of Duty-community. Deze worden gemaakt met het programma Call of Duty 2(R) Radiant. Met dit programma kan men zelf een map (spelgebied) maken. In het pakket zitten ook nog andere programma's, zoals een programma voor het maken van effecten.

## Systeemvereisten
- Minimale systeemeisen
  - CPU: Intel(R) Pentium(R) IV, 1,4 GHz of AMD(R) Athlon(TM) 1,4 GHz
  - RAM: 256 MB RAM
  - Harde schijf: 4,0 GB vrije ruimte op de harde schijf en 600 MB voor Windows XP-wisselbestanden (voor profielen ed.).
  - DirectX(R): 100% DirectX(R) 9.0c compatible
  - Geluidskaart: 16-bit en de laatste drivers
  - Videokaart:

Nvidia(R) Geforce(TM) 2 Ultra,
All Nvidia(R) Geforce(TM) 3/Ti Series,
All Nvidia(R) Geforce(TM) 4/Ti Series,
All Nvidia(R) Geforce(TM) FX Series,
All Nvidia(R) Geforce(TM) 6 Series,
Nvidia(R) Geforce(TM) 7800 of
ATI(R) Radeon(R) 8500,
ATI(R) Radeon(R) 9000,
ATI(R) Radeon(R) 9200,
ATI(R) Radeon(R) 9500,
ATI(R) Radeon(R) 9600,
ATI(R) Radeon(R) 9700,
ATI(R) Radeon(R) 9800,
ATI(R) Radeon(R) X300,
ATI(R) Radeon(R) X550,
ATI(R) Radeon(R) X600,
ATI(R) Radeon(R) X700,
ATI(R) Radeon(R) X800,
ATI(R) Radeon(R) X850
- Aanbevolen Systeemeisen
  - CPU: Intel Pentium IV, 1,4 GHz of AMD Athlon(TM) 1,4 GHz of beter
  - RAM: 512 MB RAM
  - Hardeschijf: 4,0 GB vrije ruimte op de harde schijf. en 600 MB voor Windows XP-wisselbestanden.
  - DirectX: 100% DirectX 9.0c compatible
  - Geluidskaart: 16-bit en de laatste drivers
- Call of Duty 2 kan men niet spelen op Windows 95/98/ME of NT

## Ontvangst
| Beoordeeld door                       | Platform | Datum            | Score |
| ------------------------------------- | -------- | ---------------- | ----- |
| XboxZone (Australië)                  | Xbox 360 | 4 maart 2007     | 95%   |
| FileFactory Games / Gameworld Network | Xbox 360 | 8 december 2005  | 93%   |
| Inside Hotwire 3D                     | Xbox 360 | 2006             | 90%   |
| Game Over Online                      | Xbox 360 | 2005             | 90%   |
| GameSpot (België/Nederland)           | Windows  | 3 november 2005  | 89%   |
| eGames                                | Windows  | 5 november 2007  | 88%   |
| Jeuxvideo.com                         | Xbox 360 | 28 november 2005 | 85%   |
| Thunderbolt Games                     | Windows  | 13 november 2005 | 80%   |
| UOL Jogos                             | Windows  | 21 november 2005 | 80%   |
| Edge                                  | Windows  | 24 november 2005 | 70%   |

## Trivia
- Het spel is opgenomen in het boek 1001 Video Games You Must Play Before You Die van Tony Mott.